# (4566) Chaokuangpiu
(4566) Chaokuangpiu es un asteroide perteneciente al cinturón de asteroides, descubierto el 27 de noviembre de 1981 por el equipo del Observatorio de la Montaña Púrpura desde el Observatorio de la Montaña Púrpura, Nankín (China).

## Designación y nombre
Designado provisionalmente como 1981 WM4. Fue nombrado Chaokuangpiu en honor al filántropo chino Chao Kuang-Piu profesor consultor de la Universidad de Tsinghua y la Universidad de Zhejiang.

## Características orbitales
Chaokuangpiu está situado a una distancia media del Sol de 2,836 ua, pudiendo alejarse hasta 3,440 ua y acercarse hasta 2,232 ua. Su excentricidad es 0,212 y la inclinación orbital 10,76 grados. Emplea 1744 días en completar una órbita alrededor del Sol.

## Características físicas
La magnitud absoluta de Chaokuangpiu es 12,2. Tiene 10,511 km de diámetro y su albedo se estima en 0,262.